# Pietro Scalia
Pietro Scalia (Sicilia (Italia); 17 de marzo de 1960) es un editor de cine italiano, ganador del premio Óscar en dos ocasiones.

## Biografía
Scalia nació en Sicilia, pero se mudó a Suiza con sus padres y asistió a escuelas suizo-alemanas hasta la escuela secundaria. Luego de su graduación decidió mudarse a los Estados Unidos para obtener estudios universitarios. Estuvo en la University at Albany, SUNY, durante dos años, antes de ser aceptado como estudiante de grado en la Universidad de California, Los Ángeles. Una beca del gobierno suizo le ayudó a pagar sus estudios durante cinco años y en 1985 obtuvo su Maestría en Artes Finas.
Luego de obtener su maestría y de realizar varios cortometrajes, un guion, dos videos documentales y un video de tesis en película de 16 mm, Scalia regresó a Europa para tratar de convertirse en un director de cine. Poco después, regresó a los Estados Unidos con una visa de trabajo para trabajar como editor de cine en Hollywood. Empezó a trabajar como editor en la película Shy People del director Andrei Konchalovsky. Más tarde, recibió un trabajo como editor asistente con Oliver Stone. Participó en filmes como Wall Street y Talk Radio. También fue editor asociado en Nacido el 4 de julio y editor adicional en The Doors.
Luego de cinco años de trabajar para Stone, Scalia editó un filme completamente por primera vez. El título de la película fue JFK, por la cual Scalia y su coeditor, Joe Hutshing, fueron galardonados con el Óscar al mejor montaje. También recibieron un Premio BAFTA y un ACE Eddie Award por su trabajo.
Scalia trabajó con Bernardo Bertolucci en Little Buddha y Stealing Beauty y con Sam Raimi en Rápida y mortal. Scalia obtuvo dos nominaciones más a los Premios Óscar: la primera en 1997 por Good Will Hunting y la segunda en 2000 por Gladiator. Volvió a ganar el Óscar por la película Black Hawk Down del director Ridley Scott. También editó G.I. Jane y el episodio piloto de la serie de TV American Gothic.
En los años 2000, Scalia ha editado películas como Levity dirigida por Ed Solomon, el documental Ashes and Snow, The Great Raid del director John Dahl y Memorias de una geisha dirigida por Rob Marshall. En 2006, editó la película del director Peter Webber Hannibal, el origen del mal y en 2007 trabajó en la película American Gangster dirigida por Ridley Scott.

## Filmografía
- The Sea Of Trees (2015)
- The Amazing Spider-Man 2: Rise of Electro (2014)
- The Counselor (2013)
- Prometheus (2012)
- The Amazing Spider-Man (2012)
- Kick-Ass (2010)
- Robin Hood (2010)
- Red de mentiras (2008)
- Hannibal, el origen del mal (2007)
- American Gangster (2007)
- Memorias de una geisha (2005)
- The Great Raid (2005)
- Ashes and Snow (2005)
- Anónimos (2003)
- Levity (2003)
- Black Hawk Down (2001)
- Hannibal (2001)
- Gladiator (2000)
- Playing by Heart (1998)
- The Big Hit (1998)
- Good Will Hunting (1997)
- G.I. Jane (1997)
- Belleza robada (1996)
- American Gothic (1995, serie de TV, un episodio)
- Rápida y mortal (1995)
- Pequeño Buda (1993)
- Jackpot (1992)
- JFK (1991)
- Megaville (1990)

## Premios y distinciones
Premios Óscar
| Año  | Categoría     | Película          | Resultado |
| ---- | ------------- | ----------------- | --------- |
| 1992 | Mejor Montaje | JFK               | Ganador   |
| 1998 | Mejor montaje | Good Will Hunting | Candidato |
| 2001 | Mejor montaje | Gladiator         | Candidato |
| 2002 | Mejor montaje | Black Hawk Down   | Ganador   |